# Eumorpha strenua
Eumorpha strenua är en fjärilsart som beskrevs av Ménétriés 1857. Eumorpha strenua ingår i släktet Eumorpha och familjen svärmare. Inga underarter finns listade i Catalogue of Life.